# Kara Drew
Kara Elizabeth Drew (15 de juliol del 1975 -), és una ballarina i ex-lluitadora professional nord-americana que va treballar a la World Wrestling Entertainment (WWE).